# Тумор
Терминът тумор (от латински: подутина) основно се използва за название на анормално нарастване на тъкани.

## Характеристика
Туморите са новообразувания, които са резултат на неограничено, нерегулирано и неконтролирано от организма размножаване на клетки, които не достигат фаза на съзряване и диференциране. Те могат да възникнат във всички тъкани на човешкия организъм.

## Видове
Основно туморите се делят на доброкачествени и злокачествени. Злокачествените тумори се различават от доброкачествените по четири отличителни белега:
- проникване: клетките на тумора преминават граничната тъкан и се врастват в съседната тъкан;
- разрушаване: разрушават съседната тъкан;
- метастазиране: пренасят се благодарение на кръвоносните и лимфните съдове и образуват метастази;
- инвазия: проникване в органа гостоприемник чрез специфична ензимна активност на туморните клетки.

Точното определяне на характера на един тумор е възможно единствено чрез хистологично изследване (биопсия).

### Доброкачествени тумори
При доброкачествените тумори има предимно тъканен атинизъм, т.е. туморът прилича на тъканта, от която произхожда. Доброкачествените тумори в повечето случаи дават само прояви на притискане на съседни органи и след хирургическото им отстраняване настъпва пълно оздравяване. Има и изключения, при които доброкачествен тумор може да доведе до смърт, например ако е разположен в мозъка.
Доброкачествените тумори, като белезите по рождение или мастните отоци (липоми), не се обозначават в специализиран език като рак, но съществува опасност да се изродят и да се превърнат в злокачествени.
Наименованията на доброкачествените тумори са:
- епителни – покривен епител (папиломи), от жлезист епител (аденоми);
- мезенхимни – името на тъканта като представка и окончанието „ом“ – липом, фибром, хондром, остеом;
- нервна система – менингиом, неврином;
- кръвоносни и лимфни съдове – хемангиоми и лимфангиоми.

### Злокачествени тумори
Злокачествените тумори се характеризират със силен клетъчен атипизъм, т.е. туморните клетки почти не приличат на клетките, от които произхождат. Злокачествените тумори се делят на карциноми и саркоми, т.е. произлизащи от епителна или от съединителна тъкан.
Като синоним на злокачествен тумор се използва думата рак. Важна особеност на злокачествените тумори е способността им да дават разсейки (метастази), обикновено след като са разраснали достатъчно. Има случаи, когато злокачествения тумор, макар и малък на размер, се разсейва из организма, напр. рак на гърдата.
Злокачествените тумори произлизащи от кръвотворната тъкан (левкемии и лимфоми) не могат да бъдат „опипани“. Те обикновено се установяват по усложненията които предизвикват – анемия, умора, подути жлези (лимфни възли), нарушения в кръвната картина и кръвосъсирването.
Наименования на злокачествените тумори са:
- епителни – от покривен епител – карциноми; от жлезист епител – аденокарциноми;
- мезенхимни – името на тъканта като представка и окончанието „сарком“ – липосарком, фибросарком, хондросарком, остеосарком;
- нервна система – пред името на тумора се пише думата „анапластичен“, което означава „злокачествен“ – анапластичен менингиом, анапластичен неврином;
- кръвоносни и лимфни съдове – хемангиосарком, лимфангиосаркоми;
- кръвна и лимфна тъкан – левкози и лимфоми.

## Причинители
Туморите се причиняват от мутация на ДНК на клетките, която въздейства на способността на клетките да регулират и лимитират клетъчното делене. За да се развие тумор е необходимо да се натрупат група от мутации. Мутации, които активират онкогени или потискат туморопотискащите гени, могат евентуално да доведат до тумор.
Клетките имат механизми, които поправят ДНК, и други механизми, които могат да предизвикат саморазрушаване (апоптоза), ако промяната в ДНК е твърде голяма. Мутациите, които потискат гените на тези механизми също така могат да доведат и до рак. Мутацията на един онкоген или един туморопотискащ ген обикновено не е достатъчна да доведе до появата на тумор. Необходима е комбинация на група от мутации.
Има и хипотеза, че много от видовете рак, наблюдавани при хората, са причинени от вирусни инфекции.